# Frank Lukeman
Francis Lawrence "Frank" Lukeman (Montreal, Quebec, 20 de juny de 1885 – ibíd., 23 de desembre de 1945) va ser un atleta quebequès que va competir a començaments del segle xx.
El 1908 va prendre part en els Jocs Olímpics de Londres, on va disputar quatre proves del programa d'atletisme. En la prova del salt de llargada fou tretzè, mentre en els 100 metres, 200 metres i relleus combinats quedà eliminat en sèries.
Quatre anys més tard, als Jocs d'Estocolm, va disputar cinc proves del programa d'atletisme. En el pentatló fou inicialment quart, però la posterior desqualificació, el 1913, de Jim Thorpe en ser acusat de professionalisme va fer que a Lukeman se li atorgués la medalles de bronze. El 1982 el COI tornà a reconèixer a Thorpe com a campió olímpic, però se li va mantenir la medalla de bronze a Donahue. En el decatló abandonà, mentre en els 100 metres, 110 metres tanques i 4x100 metres relleus quedà eliminat en sèries.
Durant la Primera Guerra Mundial va entrar en combat amb el 3r Regiment Victoria Rifles de l'Exèrcit Canadenc i va obtenir el rang de sergent major. Es va retirar de l'atletisme després de la guerra.

## Millors marques
- 100 metres. 10.8" (1912)
- 200 metres. 21.7" (1910)
- 110 metres tanques. 15.8" (1910)
- Salt de llargada. 7,04 metres (1908)
- Decatló, 5.591,76 punts (1912)[1]